# Блантајер
Блантајер (енгл. Blantyre, IPA:) је највећи град Малавија. Налази се у јужном делу државе и седиште је истоименог дистрикта. Седиште неких државних институција (као што је Врховни суд) налази се у Блантајеру.

## Историја
Блантајер је основан 1876. и представља један од најстаријих значајних градова у источној Африци (у поређењу са Харареом, Најробијем, Јоханезбургом). Град је добио име према Блантајеру у Шкотској, родном граду истраживача Дејвида Ливингстона.

## Становништво
| Година       |
| Становништво |
| ------------ |

| Година | Становништво |
| ------ | ------------ |
| 1977   | 219 011      |
| 1987   | 333 120      |
| 1998   | 478 155      |
| 2008   | 732 518      |

## Саобраћај
Јавни превоз у граду се обавља приватним комбијима. У септембру 2007. председник Малавија је свечано пустио у промет локомотиве које су поклон Тајвана, а служе за превоз путника железницом од Блантајера до града Маканга и до границе са Мозамбиком. Међународни аеродром Чилека опслужује Блантајер, а на њему је и седиште националне авио-компаније (Air Malawi).

## Култура, образовање, медији
У Блантајеру постоје три високошолске установе - медицински факултет, политехничка школа и школа Камазу за медицинске сестре. Ове три установе су део Универзитета Малавија са седиштем у Зомби.
Народни музеј Малавија, познат и као музеј Чичири, такође се налази у Блантајеру.
У Блантајеру је и седиште Јавног радио-телевизијског предузећа (Malawi Broadcasting Corporation).

## Партнерски градови
- Хановер
- Kaohsiung City